# Lịch sử bóng đá
Theo FIFA, phiên bản cổ xưa nhất của Bóng đá có thể là trò chơi cuju, được tìm thấy ở Trung Quốc cổ đại vào khoảng thế kỷ 2 hoặc 3 TCN. Ngoài ra, còn có một số phiên bản khác của bóng đá được ghi nhận ở Hy Lạp và La Mã. Tuy nhiên, những môn thể thao này vẫn còn sơ khai với nhiều điểm khác so với bóng đá hiện đại và chưa có bằng chứng chính xác nào về mối liên hệ giữa những trò chơi bóng đá cổ xưa này với bóng đá hiện đại ngày nay. Việc thành lập Hiệp hội bóng đá sau đó được triển khai tại London, Anh vào năm 1863 dựa trên nhiều nỗ lực để chuẩn hóa các hình thức khác nhau của trò chơi này. Chính vì vậy, Anh được coi là nơi bóng đá hiện đại ra đời. Việc chuẩn hóa cho phép các câu lạc bộ chơi với nhau mà không có tranh chấp và cấm dùng tay chơi bóng (trừ thủ môn) và đấm nhau khi chơi trên sân ngoài trời. Sau cuộc họp thứ năm của hiệp hội, một sự chia rẽ đã xuất hiện giữa bóng đá và các quy tắc được chơi trong trường Rugby, sau này được gọi là bóng rugby. Vào thời điểm đó, các câu lạc bộ bóng đá đã chơi bóng theo luật riêng của họ và các quy tắc trong ngày thi đấu thường phải được thỏa thuận trước khi trận đấu có thể bắt đầu. Ví dụ: Quy tắc Sheffield áp dụng cho hầu hết các trận đấu được chơi trong khu vực Sheffield là một luật bóng đá khác. Bóng đá là môn thể thao Olympic kể từ Thế vận hội Olympic mùa hè hiện đại thứ hai vào năm 1900.

## Hiệp hội bóng đá
Bộ quy tắc bóng đá đầu tiên được soạn thảo tại Đại học Cambridge vào năm 1848 và trở nên có ảnh hưởng đặc biệt trong việc phát triển các bộ luật tiếp theo, bao gồm cả bóng đá. Được biết đến như các quy tắc Cambridge, chúng được viết tại Trinity College, Cambridge, trong một cuộc họp được H. de Winton và JC Thring đến từ Shrewsbury kêu gọi và được chủ trì bởi Henry Charles Malden với các đại diện từ Eton, Harrow, Shrewsbury, Rugby và Winchester, mặc dù các luật này không được tất cả mọi người áp dụng. Trong những năm 1850, nhiều câu lạc bộ không liên kết với các trường học hoặc trường đại học được thành lập trên khắp thế giới nói tiếng Anh, để chơi nhiều hình thức bóng đá khác nhau. Một số người đã đưa ra các quy tắc riêng biệt của họ, đáng chú ý nhất là Câu lạc bộ bóng đá Sheffield, được thành lập bởi các cựu học sinh trường công lập vào năm 1857, dẫn đến việc thành lập một Hiệp hội bóng đá Sheffield vào năm 1867.
Trong những năm đầu thập niên 1860, ngày càng có nhiều nỗ lực ở Anh để thống nhất và hòa giải các trò chơi bóng đá khác nhau được chơi trong các trường công cũng như ở phía bắc công nghiệp theo Luật của Sheffield. Năm 1862, JC Thring, người từng là một trong những động lực đằng sau Quy tắc Cambridge ban đầu, là một bậc thầy tại Trường Uppingham và ban hành các quy tắc riêng của mình về cái mà ông gọi là " Trò chơi đơn giản nhất " (còn gọi là Quy tắc Uppingham). Đầu tháng 10 năm 1863, một phiên bản sửa đổi của Quy tắc Cambridge đã được soạn thảo bởi một ủy ban gồm bảy thành viên đại diện cho các học sinh cũ của Eton, Harrow, Shrewsbury, Rugby, Marlborough và Westminster.
Ebenezer Cobb Morley, một luật sư đến từ Hull, đã viết cho tờ báo Bell's Life vào năm 1863, đề xuất một cơ quan quản lý bóng đá. Morley đã trở thành thư ký đầu tiên của FA (1863-66) và chủ tịch thứ hai của nó (1867-74), nhưng được đặc biệt nhớ đến khi soạn thảo Luật bóng đá đầu tiên tại nhà của ông ở Barnes, London, ngày nay được chơi trên toàn thế giới. Vì điều này, ông được coi không chỉ là cha đẻ của Hiệp hội bóng đá Anh, mà còn của chính bóng đá.